# Belgische vennootschapsbelasting
De vennootschapsbelasting wordt geregeld in het Wetboek Inkomstenbelasting 1992 en in het Koninklijk besluit tot uitvoering van het Wetboek Inkomstenbelastingen 1992 en is gericht op de belasting van de winsten die worden gerealiseerd door vennootschappen. In tegenstelling tot de Belgische personenbelasting wordt hier geen onderscheid gemaakt tussen de aard van het inkomen, alle inkomsten van een vennootschap worden geacht vervat te zijn in de winst, en zijn kostenforfaits een uitzondering. Het startpunt voor de bepaling van de belastbare basis zijn de balans en de resultatenrekening op het eind van het boekjaar. Het boekhoudrecht is van toepassing, tenzij het fiscaal recht er uitdrukkelijk van afwijkt.

## Belastingplichtigen
Om onderworpen te zijn aan de vennootschapsbelasting moet aan volgende voorwaarden cumulatief worden voldaan:
- De vereniging, inrichting, instelling of vennootschap heeft rechtspersoonlijkheid.
- De voornaamste inrichting of zetel van bestuur of beheer moet gevestigd zijn in België.
- De vereniging, stichting of vennootschap moet zich met exploitatie of verrichtingen van winstgevende aard bezighouden.
- De rechtspersoon mag niet uitdrukkelijk uitgesloten van de vennootschapsbelasting.

## Belastbare basis

### In principe belastbare winst
Het beginpunt van de berekeningsbasis waarop het tarief van de vennootschapsbelasting zal worden toegepast is de in principe belastbare winst bestaat uit volgende bestandsdelen:
- De aangroei van de reserves
- De verworpen uitgaven
- De vergoeding van het kapitaal (aandelen)

De in principe belastbare winst is de eerste fiscale bewerking van de boekhoudkundige winst die blijkt uit de balans en de resultatenrekening.

### Bewerking van de in principe belastbare winst
Alvorens de effectieve belastingbasis kan worden bekomen moet men eerst veertien bewerkingen uitvoeren op de boekhoudkundige winstbestemming:
- Eerste bewerking: In principe belastbare winst (bestaande uit: aangroei van de reserves, aandelen en verworpen uitgaven)
- Tweede bewerking: Indeling van de winst naar oorsprong
- Derde bewerking: aftrek niet belastbare bestanddelen
- Vierde bewerking: aftrek van de definitief belastbare bestanddelen van het huidige boekjaar
- Vijfde bewerking: aftrek voor octrooi-inkomsten (overgangsregeling)
- Zesde bewerking: aftrek innovatie-inkomsten
- Zevende bewerking: Investeringsaftrek (incl. overgedragen)
- Achtste bewerking: aftrek van de groepsbijdrage (vanaf aanslagjaar 2020)
- KORF: Beperking tot € 1mio + 70% basis > € 1m
- Negende bewerking: Notionele intrestaftrek (incrementeel)
- Tiende bewerking: Overgedragen DBI-Aftrek
- Elfde bewerking: Overgedragen aftrek innovatie-inkomsten
- Twaalfde bewerking: Overgedragen verliezen
- Dertiende bewerking: Overgedragen notionele intrestaftrek (onbeperkt)
- Veertiende bewerking: Overgedragen notionele intrestaftrek (7 jaar)

De eerste bewerking dient ervoor om het fiscaal resultaat vast te stellen. De tweede bewerking verdeelt het inkomen volgens de oorsprong (Belgisch of buitenlands). De overige bewerkingen (dus bewerking 3 tot en met 14) kennen aftrekken toe. Deze aftrekken moeten steeds in deze bepaalde volgorde worden toegepast.

## Tarief
Tot en met aanslagjaar 2018 was het tarief voor de vennootschapsbelasting in België 33% (met crisisbijdrage 33,99%). Bepaalde vennootschappen (KMO's die aan bepaalde voorwaarden voldoen) kenden een verlaagd tarief van 24,25% op de eerste € 25.000.
| van       | tot       | tarief (incl. 3% crisisbijdrage) | cumulatieve belasting |
| --------- | --------- | -------------------------------- | --------------------- |
| € 0       | € 25.000  | 24,98%                           | € 6.244,38            |
| € 25.000  | € 90.000  | 31,93%                           | € 26.998,88           |
| € 90.000  | € 322.500 | 35,54%                           | € 109.617,75          |
| € 322.500 | oneindig  | 33,99%                           | /                     |

In het kader van de tax-shift werd deze vennootschapsbelasting vanaf aanslagjaar 2019 (inkomstenjaar 2018) echter verlaagd, in twee fasen.
|                 | 2017                                                                | 2018 en 2019                                           | 2020                                                   |
| Normaal tarief  | 33%                                                                 | 29%                                                    | 25%                                                    |
| Crisisbijdrage  | 3%                                                                  | 2%                                                     | 0%                                                     |
| Totaal          | 33,99%                                                              | 29,58%                                                 | 25%                                                    |
| Verlaagd tarief | 0 - 25.000: 24,25% 25.000 - 90.000: 31% 90.000 - 322.500: 34,5%     | 0 - 100.000: 20% Saldo belastbaar tegen normaal tarief | 0 - 100.000: 20% Saldo belastbaar tegen normaal tarief |
| Crisisbijdrage  | 3%                                                                  | 2%                                                     | 0%                                                     |
| Totaal          | 0 - 25.000: 24,98% 25.000 - 90.000: 31,93% 90.000 - 322.500: 35,54% | 0 - 100.000: 20,4%                                     | 0 - 100.000: 20%                                       |

Het algemene tarief van de vennootschapsbelasting bedraagt 25% vanaf aanslagjaar 2021. En er is ook een verlaagd tarief van toepassing voor kleine vennootschappen van 20% die aan de voorwaarden voldoen.